# Colmeosa
Colmeosa is een dorp in de gemeente Santa Comba Dão in het district Viseu, Portugal. Colmeosa dankt zijn naam aan de ronde rotsblokken in het dorp die op een traditionele bijenkorf (Portugees: colmeia) lijken.

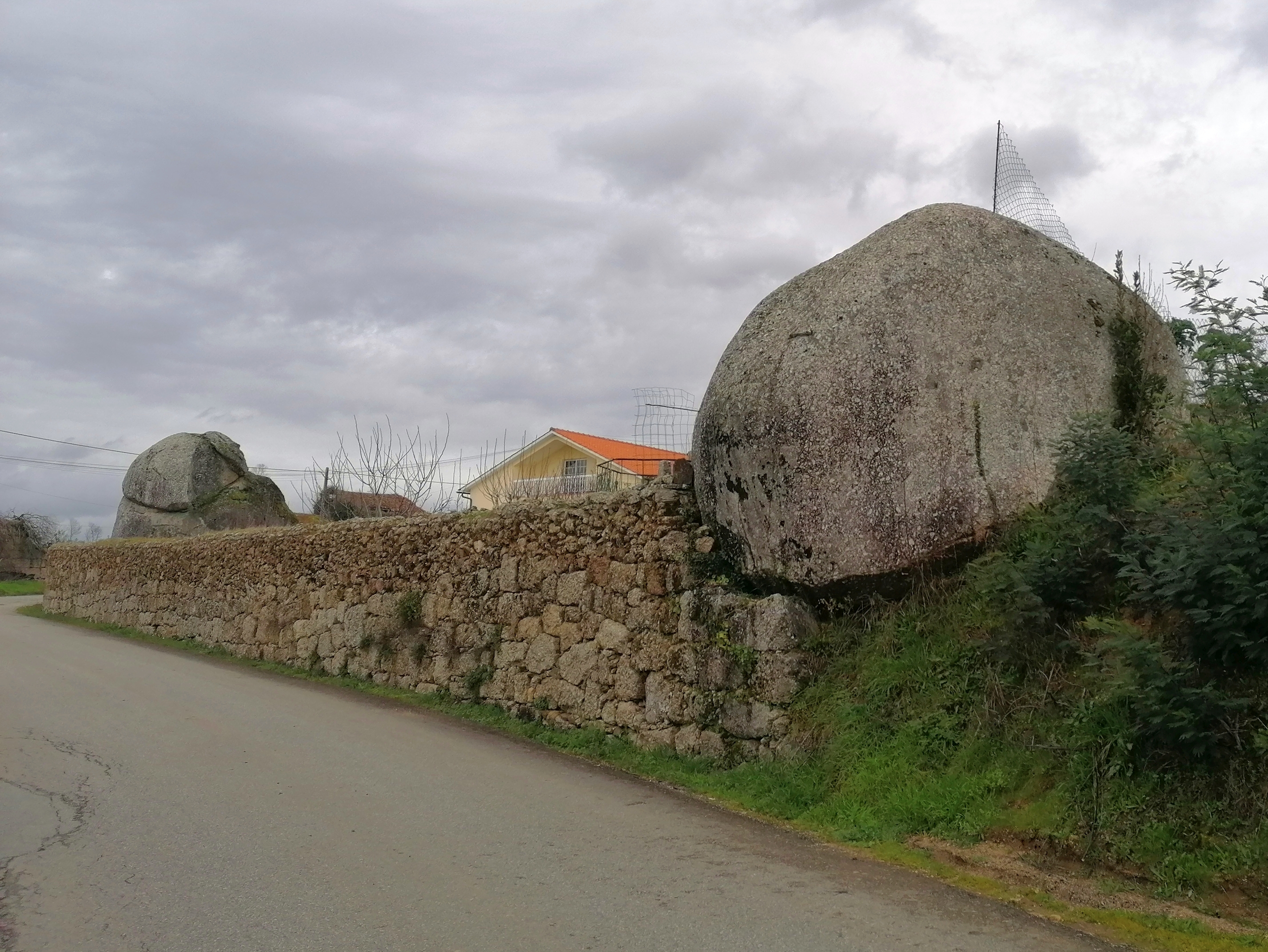
Rotsblokken als bijenkorven, Colmeosa

## Geografie
Het dorp Colmeosa is onderdeel van de freguesia União das Freguesias de Santa Comba Dão e Couto do Mosteiro. Ten noorden van Colmeosa ligt het dorp Portela, ten oosten is het naburige dorp Couto do Mosteiro. Ten zuiden raakt Colmeosa aan het dorp Fontainhas en in het westen wordt Colmeosa begrensd door de Criz rivier. 

## Bevolking
In het tijdperk van koning Johan III (Portugees: João III), bijgenaamd de Vrome, werden in 1527 in Colmeosa 9 huishoudens geregistreerd.
In de twintigste eeuw werden de inwoners tijdens de census geteld:
| Jaar (census) | Huishoudens | Inwoners |
| ------------- | ----------- | -------- |
| 1911          | 24          | 83       |
| 1940          | 37          | 76       |
| 1960          | 29          | 100      |
| 1970          | 24          | 45       |
| 1991          | 16          | 23       |
| 2001          |             | 43       |
| 2011          |             | 26       |

## Geschiedenis
Een van de Romeinse wegen, van Coimbra naar Santa Comba Dão moet door Colmeosa gelopen hebben.

## Bekende personen
António Leão Tavares Festas (Gândara de Mortágua, 9 juli 1860 - Lapa, Lissabon, 5 mei 1920) was een progressief-liberaal politicus tijdens de Eerste Republiek. Grootgrondbezitter op de Quinta da Colmeosa, met als woonhuis het Solar das Festas. 

## Historische gebouwen
- Capela Nossa Senhora da Conceição
- Solar dos Festas

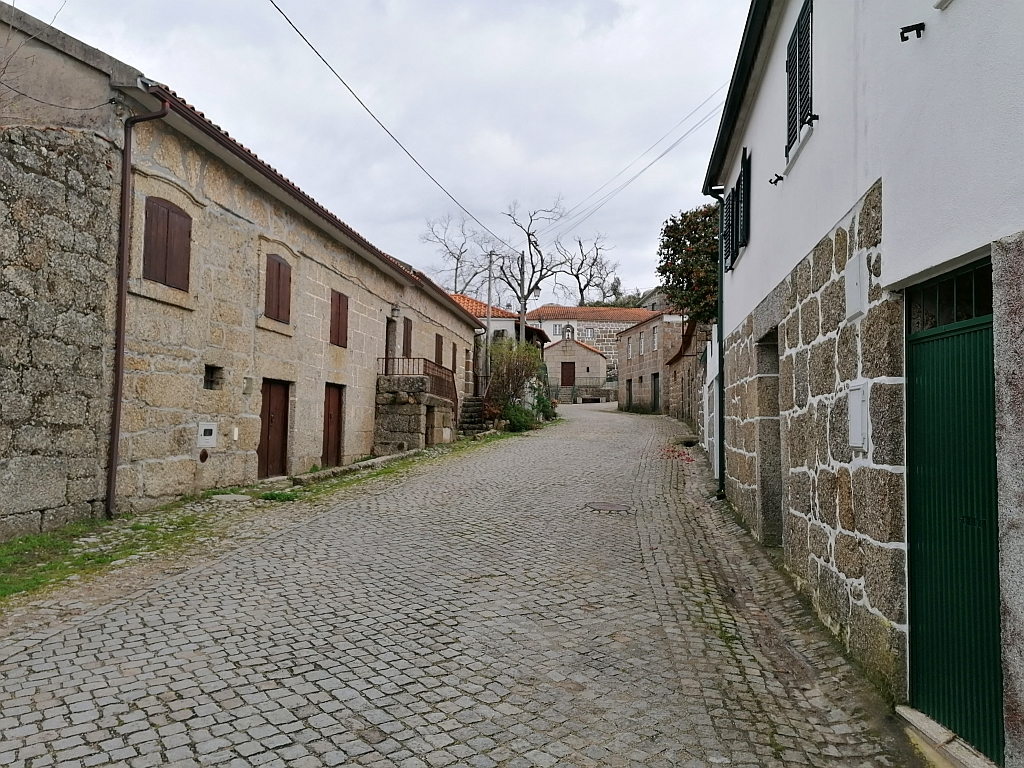
Colmeosa hoofdstraat
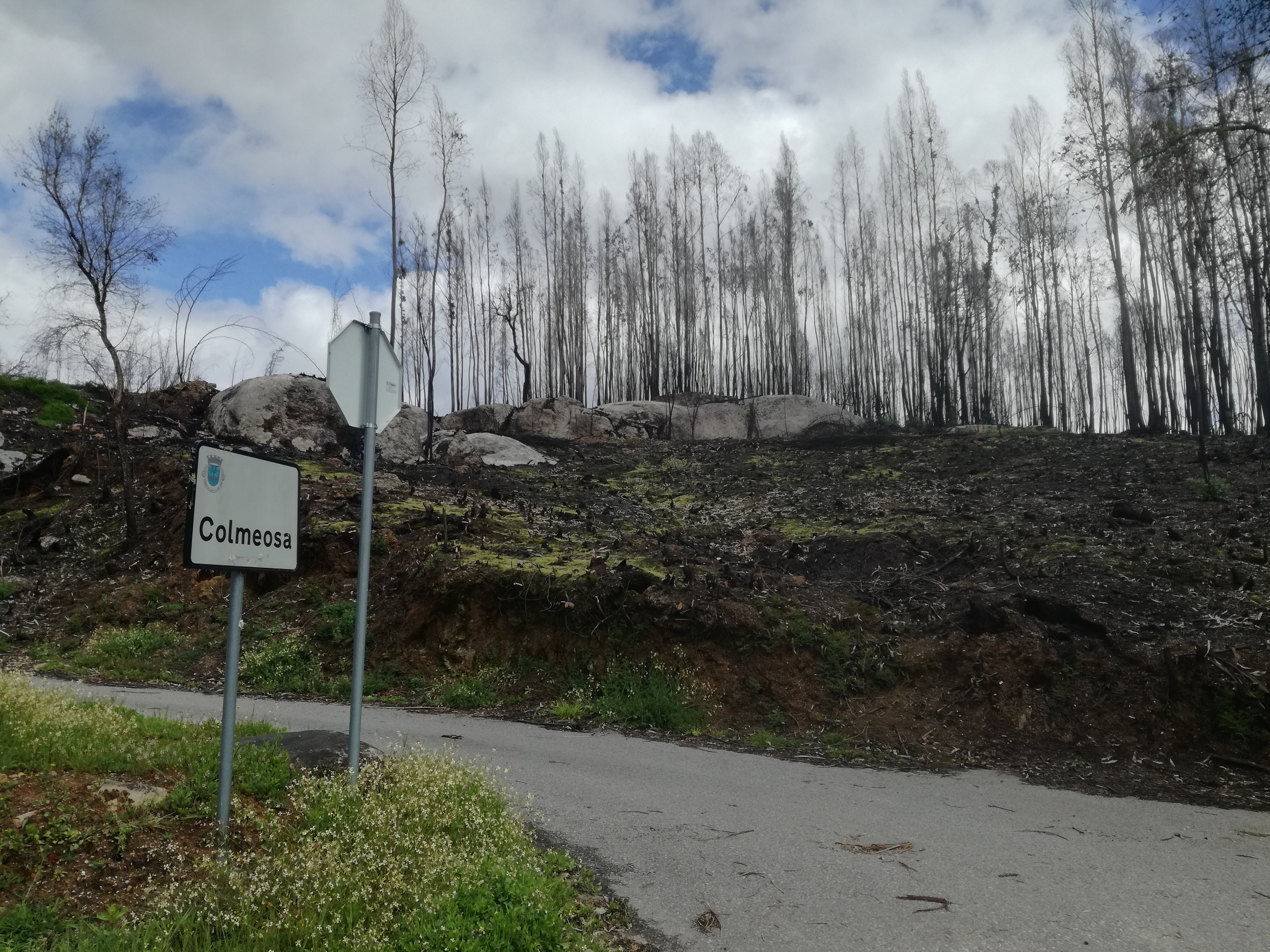
Toegang tot het dorp na de verwoestende brand in oktober 2017
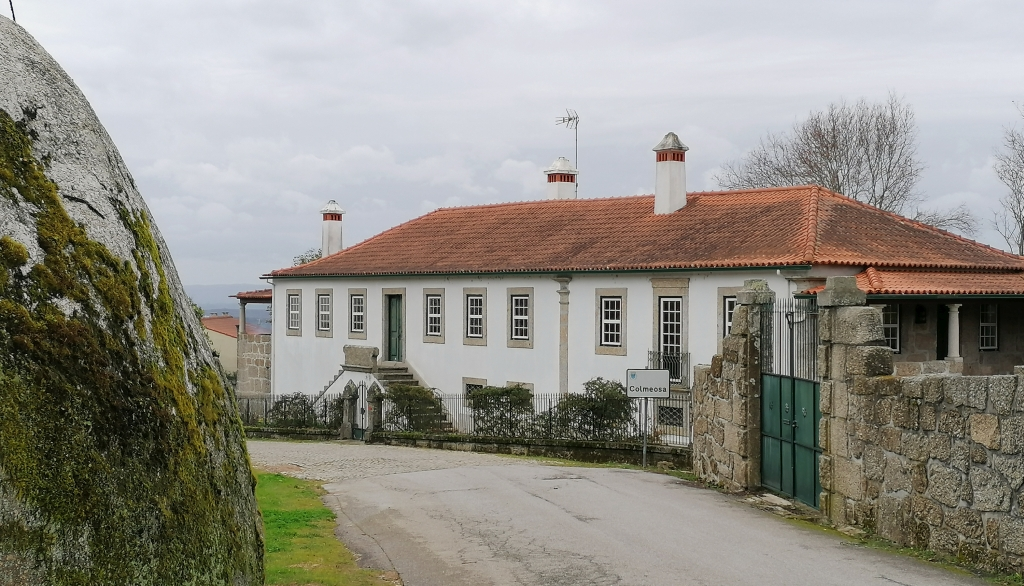
Villa in Colmeosa
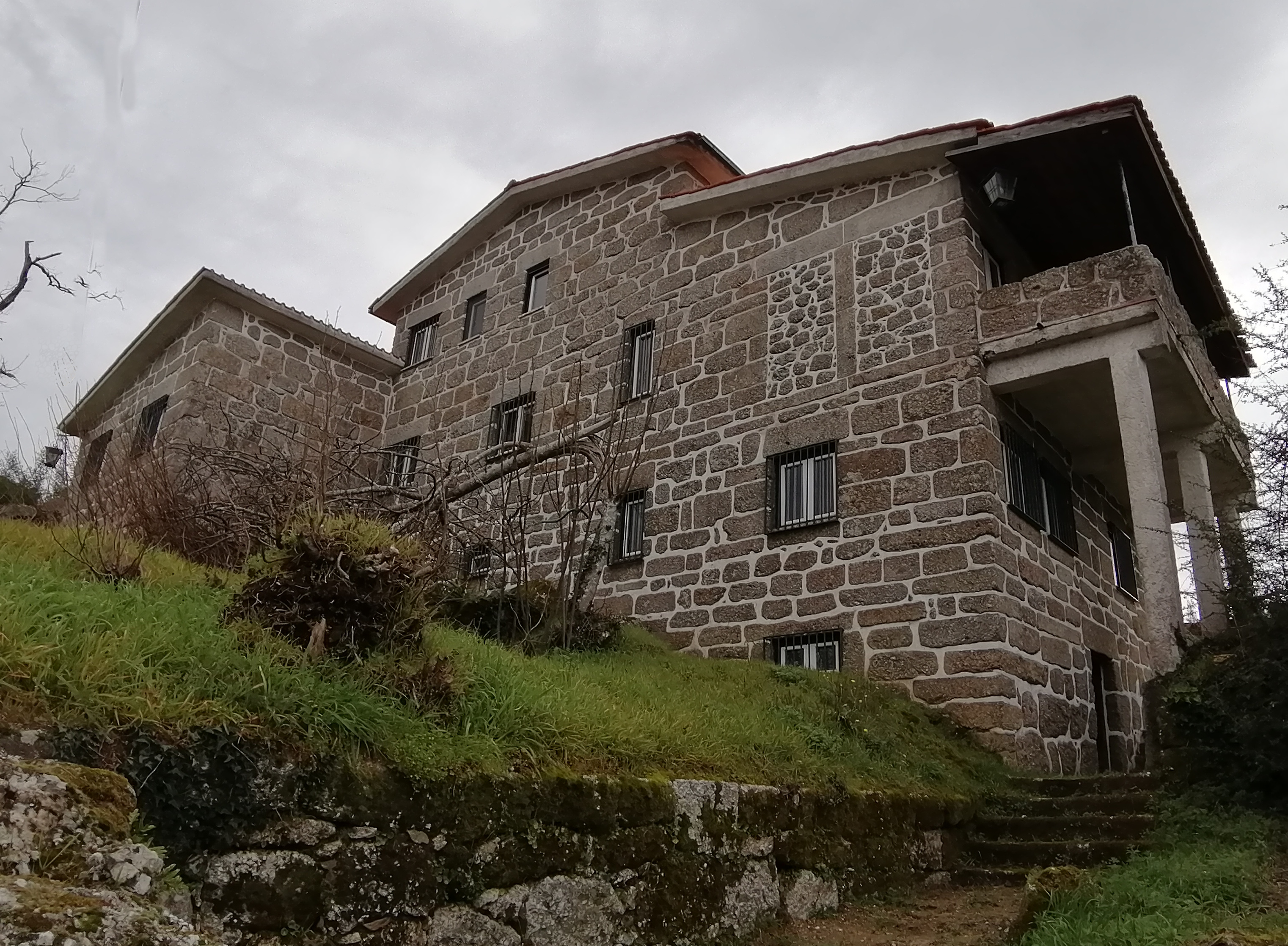
Landhuis 'Solar dos Festas'
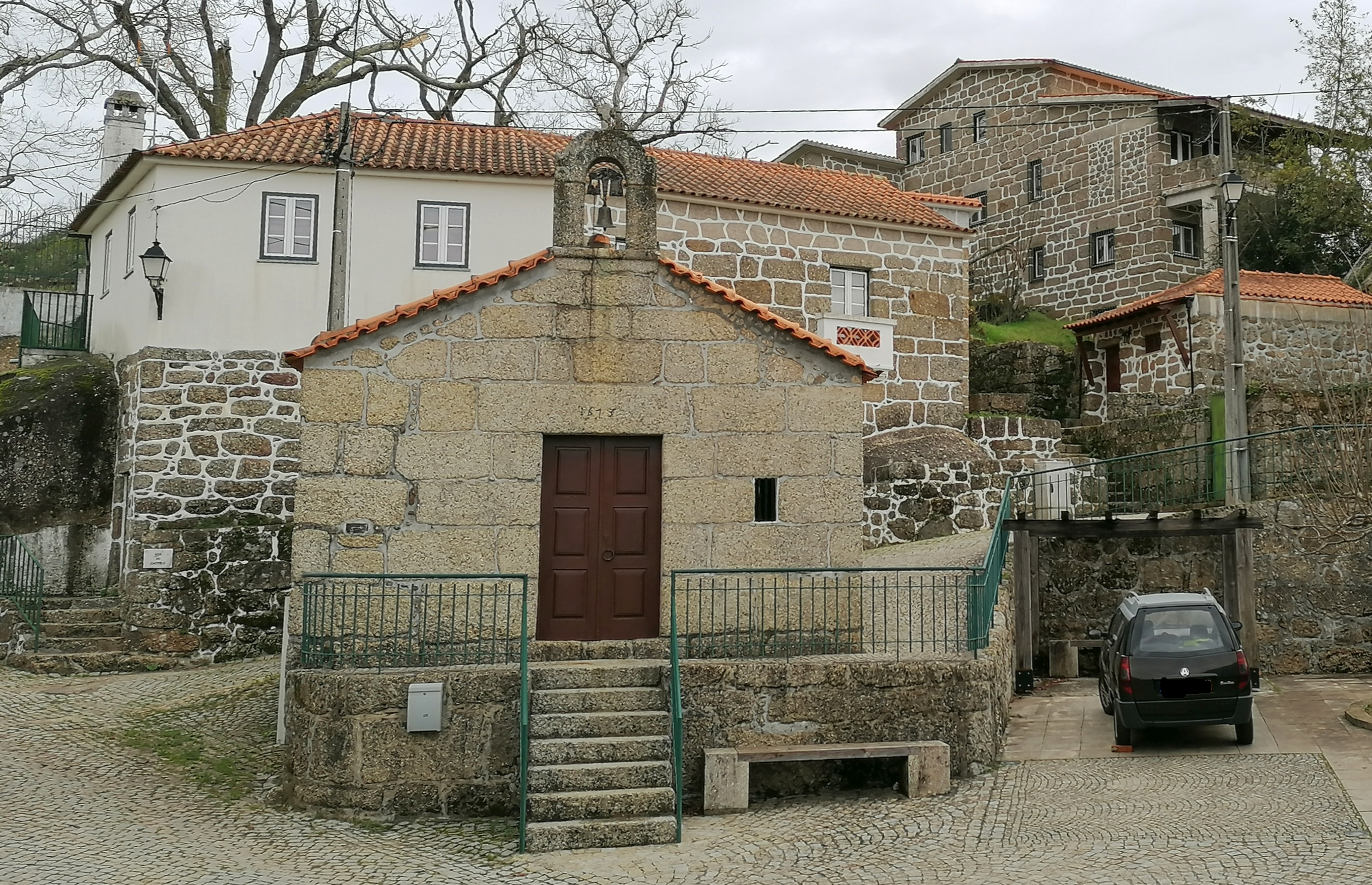
Kapel Nossa Senhora da Conceição uit 1673